# Зак, Теодор
Теодор Зак (нем. Theodor Sack; 25 апреля 1818, Гамбург — 20 декабря 1897, Вена) — немецко-шведский виолончелист.
На рубеже 1830—1840-х гг. участник первого состава струнного квартета Карла Хафнера в Гамбурге. В 1844—1853 гг. работал в Стокгольме, солист Шведской королевской капеллы (оркестра Шведской королевской оперы). В 1848 г. избран в состав Шведской королевской музыкальной академии. В 1850 г. женился на пианистке Хедвиг Элеоноре Бервальд.
После 1853 г. отошёл от профессиональной деятельности и занялся коммерцией, однако продолжал выступать как ансамблист в смешанных (профессионалы и любители) концертах Мазеровского квартетного общества.